# Licania salicifolia
Licania salicifolia är en tvåhjärtbladig växtart som beskrevs av José Cuatrecasas. Licania salicifolia ingår i släktet Licania och familjen Chrysobalanaceae. IUCN kategoriserar arten globalt som starkt hotad. Inga underarter finns listade i Catalogue of Life.